# Fidélis
José Maria Fidélis dos Santos, dit Fidélis (né le 13 mars 1944 à São José dos Campos et mort le 28 novembre 2012 dans sa ville natale), est un footballeur international brésilien.

## Biographie
Il meurt le 28 novembre 2012 à São José dos Campos, d'un cancer de l'estomac à l'âge de 68 ans.